# Pascal Brunner
Ne doit pas être confondu avec Pascal Bruckner.
Pour les articles homonymes, voir Brunner.
Pascal Brunner, né Pascal François-Arrigoni le 18 octobre 1963 à Sarcelles et mort le 26 février 2015 à Nice, est un imitateur, animateur de télévision et de radio et comédien français.

## Biographie

### Jeunesse, formation et débuts
Pascal François-Arrigoni est élevé par son beau-père (qui l'adoptera en 2007), son père biologique ayant disparu. Il apprend, plus tard, que celui-ci a été incarcéré pour braquage de banques, et c'est seulement en 2006 qu'il le rencontre pour une seule et unique fois, à sa sortie de prison.
Il passe son enfance à Sarcelles où il gagne son premier radio-crochet à sept ans. Il arrive ensuite dans l'Aisne à 14 ans et passe son adolescence à Saint-Quentin, ses parents tenant une librairie[réf. nécessaire] rue de Paris. Il étudie au collège Jean-Moulin et au « LHM », le lycée Henri-Martin de Saint-Quentin.
En octobre 1983, il effectue son service militaire au 4e régiment d’artillerie à Couvron-et-Aumencourt près de Laon[réf. souhaitée].
En octobre 1970, il reçoit son premier disque de Thierry Le Luron, en spectacle à L'Olympia, qui devient pour lui son mentor : « C'est celui qui a donné ses lettres de noblesse à l'imitation ». En juin 1983, il remporte le concours régional d'imitation, ce qui lui permet de faire ses premiers pas dans une émission de radio.
Il commence sa carrière artistique au café-théâtre sous son nom de naissance Pascal François. Il anime tous les soirs le restaurant-spectacle Le Nostalgie, rue des Ternes à Paris, dans lequel beaucoup d'artistes des années 1960 font leur come-back, et où des jeunes artistes, comme Dany Brillant sous l'égide de Willy Lewis, font leurs débuts[réf. souhaitée].
Entre 1985 et 1987, il est animateur au Club Med en tant que GO. Il est découvert par Guy Lux qui l'incite à participer en 1989 à l'émission d'humour La Classe présentée par Fabrice sur FR3. Il choisit comme nom de scène Pascal Brunner, en hommage à Yul Brynner[réf. souhaitée].

### Carrière

#### À la radio
En 1990, Claude Villers le remarque et l'engage dans Le Vrai-Faux Journal sur France Inter. Il est l'imitateur de l'émission aux côtés des animateurs-chroniqueurs, Laurent Ruquier, Isabelle Motrot, l'imitateur Laurent Gerra, Virginie Lemoine, Laurent Tastet. À la suite de l'arrêt de l'émission en 1991, Pascal Brunner devient chroniqueur radio dans l'émission Rien à cirer de Laurent Ruquier sur France Inter. Il est le premier imitateur de cette émission et y officiera jusqu'en 1995. De 1995 à 1996, il anime Brunner à vif sur Europe 1. En 1995, il est l'un des sociétaires de l'émission Les Grosses Têtes de Philippe Bouvard sur RTL, puis il l'est à nouveau de 2012 à 2014 (à titre honorifique) jusqu'à la nouvelle version de Laurent Ruquier.

#### À la télévision
À partir de 1989, Pascal Brunner participe régulièrement sur FR3 à l'émission d'humour La Classe, dans laquelle il officie en tant qu'imitateur. Durant l'été 1991, il coprésente l'émission de jeu Intervilles.
Remplaçant l'animateur Lagaf', il anime du 30 mai 1992 sur FR3 au 12 juin 1994 sur France 3 l'émission de divertissement Yacapa, les samedi et dimanche à 20 h 10. De nombreuses personnalités sont invitées, des comiques y font des sketches et des jeux musicaux, et des chroniqueurs font diverses rubriques (animées notamment par Sabrina Belleval). Pascal Brunner y fait également de nombreuses imitations. Après l'émission spéciale Yacafaire la fête diffusée à 20 h 55 le 31 décembre 1993, l'émission se termine par la spéciale Yacafaire la fête : spécial vacances, diffusée à 20 h 55 le 12 juin 1994.
Le 28 décembre 1993, il fait partie du jury de l'élection de Miss France 1994, diffusée en direct sur France 3 du CNIT de La Défense à Paris et présentée par Julien Lepers. Brunner y interprète, durant la cérémonie, la chanson Hey Crooner de Guy Marchand.
Du 3 octobre 1994 au 8 juin 1998, il anime sur la même chaîne le jeu musical Fa si la chanter, qui remplace La Classe arrêtée quelques mois auparavant. Il présente le jeu quotidiennement, du lundi au samedi à 20 h 10. Cette émission donne encore l'occasion à l'animateur d'exercer ses talents d'imitateur, en interprétant les chansons trouvées par les candidats. Le jeu réunit en moyenne cinq millions de téléspectateurs. Il anime également plusieurs émissions spéciales diffusées en première partie de soirée, dont la première a lieu le 21 juin 1995. L'émission sera récompensée le 27 janvier 1997 du 7 d'or de la meilleure émission de divertissement et d'humour. Quand par la suite l'émission perd quelques téléspectateurs, France 3 projette de la changer d'horaire, de 20 h à 17 h 30, ce que refuse Pascal Brunner.
En 1998, Pascal Brunner arrive sur TF1 et anime à partir du 6 juillet le jeu Une famille en or, reprenant l'émission à la suite de plusieurs autres animateurs. Cette version de l'émission connaît des variantes telles que des « Spéciales sosies » ou une spéciale Coupe du monde de football. Il anime aussi sur la même chaîne Chéri Chéries, une émission de divertissement mensuelle diffusée en première partie de soirée, dans laquelle dix hommes sont testés par un jury de 200 femmes. Si Chéri Chéries reçoit une bonne audience, les numéros suivants sont un échec et la chaîne arrête le divertissement. L'animateur affirmera qu'il aurait mieux valu pour ce programme une diffusion trimestrielle que mensuelle. Une famille en or est également arrêtée en janvier 1999, au bout de six mois de diffusion. Après avoir exercé dix mois sur la première chaine, Pascal Brunner retourne sur France 3.

Revenant sur France 3 au début de 1999, il y présente à partir du 19 avril une nouvelle version de Fa si la chanter. L'émission s'intitule Fa si la nouveau puis Fa si la. Ne recevant pas une audience satisfaisante, le programme est arrêté le 19 mai 2000. Dix ans après l'arrêt de l'émission, Cyril Hanouna reviendra avec une nouvelle version de Fa si la chanter le 13 mars 2010, diffusée le week-end et qui s'arrêtera au bout de cinq mois, elle aussi en raison de faibles audiences. À l'occasion du retour du jeu à l'antenne en 2010, Pascal Brunner reparle de son émission et confie : 

« On avait arrêté l'émission d'un commun accord avec France 3, pour ne pas faire l'année de trop. J'avais reçu le 7 d'or du public du meilleur animateur. On s'est bien quitté, sans regret. La télé n'était pas un aboutissement. Je viens de la scène, j'y suis retourné. »

#### Sur scène
Dans les années 1980, Pascal Brunner crée la société de production Choc Production, afin de monter le spectacle Et maintenant et préparer sa tournée.
Du 31 août 2002 au 6 juillet 2003, il anime la revue Fous de joie au cabaret Royal Palace de Kirrwiller.
En 2004, il interprète durant 200 représentations le personnage du lieutenant Columbo dans la pièce de théâtre Une Femme de trop adaptée par Pierre Sauvil, mise en scène par Brian Scott. Il joue aux côtés de Roger Pierre, Agnès Blanchot, Marie Bénédicte Roy, Sylvie Bault, puis avec Olivier Lejeune, Amandine Blanquart, Agnès Blanchot, Emmanuelle Clove, Maryline Anger…
En 2006, il joue Alain, un photographe play-boy, lors de 115 représentations de la pièce Rien ne va plus, de Francis Joffo avec Vannick Lepoulain, Julie Arnold, Marie Bénédicte Roy, Amandine Blanquart, Jean Lenoir, Alexandre Penard.
En 2008, le cabaret de ses débuts, le Don Camilo, au 79 rue La Boétie dans le 8e arrondissement de Paris, devient Chez Pascal Brunner. L'imitateur y donnera leurs chances aux jeunes talents. Le spectacle Un pour Tous y est monté avec l'équipe de Fa si la chanter. L'année 2009 voit la fin du partenariat avec le cabaret Don Camilo. Pascal Brunner se consacre alors à ses deux spectacles : Et maintenant, qui rend hommage à Gilbert Bécaud, et Un pour Tous, sur les chansons françaises de 1960 à 2000.
Il travaille ensuite à l'écriture et à la mise en scène de L'Affaire Brunner, un spectacle musical au théâtre.
En 2013 et 2014, il devait jouer le rôle de Georges Audefey dans la pièce Ma femme s'appelle Maurice, en tournée dans toute la France. À la suite de ses problèmes de santé, il ne pourra assurer les représentations.

#### Chanson
En octobre 1997, Pascal Brunner sort l'album de chansons Simplement qu'il a lui-même produit. Certains titres ont été écrits et composés par Didier Barbelivien, Pierre Billon ou Pierre Barouh. Il fait alors une tournée de 40 dates.
En 1998, il sort le single Comme ci, comme ça, un zouk mélangé à des sonorités pop. Il existe une version dance et une version techno.

### Vie privée
En juin 1990, il rencontre Valérie à bord du paquebot Mermoz, alors qu'elle organise les excursions et qu'il anime une soirée consacrée à Johnny Hallyday.
Mariés, ils auront une fille prénommée Marine. Il dédie une chanson à sa fille dans l'album Simplement en 1997. Valérie fera également partie de sa société de production. Le couple divorce en 2010. Pascal fait alors la connaissance de Dominique qui deviendra sa compagne.

### Maladie et mort
En 2010, Pascal Brunner apprend qu'il souffre d'un cancer de la gorge. Après une opération du palais, sa voix change, mais les cordes vocales ne sont pas touchées, il peut donc encore chanter, imiter, et se fait aider par un orthophoniste. En 2012, il explique les causes de sa maladie : la cigarette et l'alcool. « J'ai toujours aimé faire la fête. Les tournées ont décuplé cette avidité. Le tabac et l'alcool en font partie. Sans cela, je n'aurais jamais eu de cancer. Quand on fait trop le con, on le paie. »
Le 31 octobre 2012, il publie un livre dans lequel il parle de sa descente aux enfers et de sa bataille contre le cancer, entre autres : Gloire, galère, cancer : Je paye la note, aux éditions Pygmalion. Il est aussi soutenu dans sa maladie par l'association La roue tourne qui vient en aide aux artistes handicapés ou qui ont de longues maladies. Il en parle alors dans l'émission Le Grand Direct des médias de Jean-Marc Morandini sur Europe 1, puis est l'invité de Michel Cymes et Marina Carrère d'Encausse dans Le Magazine de la santé diffusé en direct sur France 5. Il témoigne sur sa maladie, sur son parcours et ses activités artistiques. Il est invité, le 5 novembre 2012, dans le JJDA animé par Jacky sur IDF1.
Le 24 novembre 2012, il assiste à Paris au Noël de la Fondation Assistance aux Animaux, puis au 18e Trophée de la Nuit au Lido le 26 novembre.
Il est invité le 6 janvier 2013 dans l'émission Vivement dimanche prochain de Michel Drucker sur France 2. Le 18 juin 2014, il est l'invité de Sophie Davant dans l'émission L'histoire continue… (deuxième partie de l'émission Toute une histoire) sur France 2. Il y témoigne sur sa vie, sa nouvelle compagne Dominique, sa carrière, sa maladie et ses projets. Un reportage lui est également consacré.
Après trois années de soins, Pascal Brunner travaille avec des anciens membres de l'équipe de Fa si la chanter, dont les anciens choristes Valérie Barouille et Patrice Amate, en vue de faire une tournée en France pendant l'été 2015.
Il meurt le 26 février 2015 à l'hôpital l'Archet de Nice (Alpes-Maritimes) des suites de son cancer, selon une information de Julien Lepers, relayée par France Télévisions, : « On a démarré ensemble à France 3 […] Pascal savait tout faire : la radio, la télé, la chanson, le théâtre… Il était très élégant sur scène. »

## Publication
- Gloire, galère, cancer : Je paye la note, coécrit avec Isabelle Gaudon, Éditions Pygmalion, 2012, 307 p.  (ISBN 978-2756408095)

## Récompense
- 1997 : Sept d'or de la Meilleure émission de divertissement et d'humour pour les spéciales de Fa si la chanter, France 3.